# Shin Daewe
Shin Daewe   (Yangon, 1973), nascuda Cho Cho Hnin (ချိုချိုနှင်း), és una documentalista birmana. És una de les dones documentalistes pioneres al país.

## Carrera
Encara adolescent, Shin Daewe va ser una activista implicada a les diverses protestes ocorregudes a l'antiga Birmània l'any 1988. Va ser empresonada durant un mes el 1990 i durant un any el 1991 per la seva participació. Mentre estudiava a la Universitat de Yangon, va escriure poemes i obres de ficció que es van publicar en premsa durant la dècada de 1990. Tanmateix, també estava fascinada pel cinema. Entre 1997 i 2000, Shin Daewe va treballar com a assistent de producció a Audio Visual (AV) Media, que va ser la primera companyia privada de cinema documental del país. El 2006 es va casar amb el fotògraf de carrer Ko Oo, qui més tard es convertiria en un col·laborador proper com a director de fotografia.
Va treballar com a periodista al Democratic Voice of Burma (DVB) entre 2005 i 2010, i va cobrir la Revolució Safrà. Va començar la seva carrera cinematogràfica l'any 2007, després d'assistir a un taller a l'Escola de Cinema de Yangon, una organització sense ànim de lucre amb seu a Berlín. Va sentir-se inspirada després de veure el documental danès Burma VJ d'Anders Østergaard, que va rebre una rebuda sense precedents entre el públic birmà.
Una de les obres més reconegudes de Shin Daewe és el seu documental de 2008 An Untitled Life, que segueix la història d'un escultor de Mandalay anomenat Rahula. La seva altra pel·lícula d'èxit, Brighter Future, descriu la història del col·legi budista Phaung Daw Oo, a Mandalay, amb el què va guanyar el premi al millor documental al Festival de Cinema Art of Freedom, el 2009. La seva pel·lícula Take Me Home, que és una història sobre els Kachin, que van ser desplaçats pel conflicte al nord de Birmània. Aquest títol va guanyar el Festival de Cinema de Wathan de 2014.
El 2013, Shin Daewe va dirigir un documental de 15 minuts titulat Now I'm 13, que descriu les lluites d'una adolescent del centre de Myanmar que es veu privada d'oportunitats educatives a causa de la pobresa. Aquest documental li va valer el Premi de Plata al Festival Internacional de Kota Kinabalu i el Premi al Millor Documental al Festival de Wathann de 2014. També va documentar les protestes dels estudiants contra el projecte de llei d'educació nacional de Myanmar el 2015. Ha realitzat més de 15 curtmetratges documentals que s'han projectat en festivals internacionals de cinema.
El seu reportatge "Ayeyarwady Riverbank Erosion", que mostra les conseqüències antropogèniques del canvi climàtic a Myanmar, va guanyar els premis Grace de 2024.

## Detenció
El 15 d'octubre de 2023, soldats de l'exèrcit de Myanmar van arrestar Shin Daewe a la terminal d'autobusos d'Aung Mingalar a Yangon després que trobessin un dron al seu equipatge. El 10 de gener de 2024, va ser empresonada de per vida a la presó d'Insein, en virtut de la Llei antiterrorista a causa de les acusacions que va finançar i ajudar terroristes. L'Institut IDFA va demanar la seva posada en llibertat.

## Filmografia
| Any  | Títol (en anglès)              | Notes        | Refs.               |
| ---- | ------------------------------ | ------------ | ------------------- |
| 2008 | An Untitled Life               | Curtmetratge | [ 14 ] [ 8 ] [ 15 ] |
| 2009 | Brighter Future                |              |                     |
| 2010 | Robe                           |              | [ 2 ]               |
| 2013 | Take Me Home                   |              |                     |
| 2013 | Now I'm 13                     | Curtmetratge | [ 16 ] [ 12 ]       |
| 2017 | Yangon, the City Where We Live | Curtmetratge | [ 6 ]               |

## Reconeixements
Va ser anomenada a la llista de "Dones inspiradores de Myanmar" del diari digital The Irrawaddy. El desembre de 2024, Shin Daewe va ser inclosa a la llista de 100 Women de la BBC, que reconeix  les dones més inspiradores i influents de l'any.